# Baily (månkrater)
För andra betydelser, se Baily.
Baily är en nedslagskrater på månen. Baily har fått sitt namn efter astronomen Francis Baily.

## Satellitkratrar
| Baily | Latitud | Longitud | Diameter |
| ----- | ------- | -------- | -------- |
| A     | 48.6° N | 31.3° Ö  | 16 km    |
| B     | 51.0° N | 35.1° Ö  | 7 km     |
| K     | 51.5° N | 30.5° Ö  | 3 km     |